# Sara Rue
Sara Rue (ur. 26 stycznia 1979 w Nowym Jorku) – amerykańska aktorka. Jej mężem jest Mischa Livingstone.

## Filmografia
- 2008: Teoria wielkiego podrywu jako Stephanie Barnett
- 2006: Idiocracy jako Adwokat
- 2005: Barbara Jean jako Barbara Jean
- 2003: This Time Around jako Gabby Castellani
- 2002: Prawie doskonali jako Claude Casey
- 2002: The Ring jako druga opiekunka
- 2001: Pearl Harbor jako Pielęgniarka Martha
- 2001: Gypsy 83 jako Gypsy
- 2001–2004: Babski oddział jako Amanda McCafferty
- 1999–2001: Asy z klasy jako Carmen Ferrara
- 1999: Mapa świata jako Debbie
- 1999–2000: Zoe i przyjaciele jako Breeny Kennedy
- 1999: Slipping Down Life, A jako Violet
- 1998: Milczące serca
- 1998: Szalona impreza jako dziewczyna Earth